# Nesle-Normandeuse
Nesle-Normandeuse és un municipi francès situat al departament del Sena Marítim i a la regió de Normandia. L'any 2007 tenia 590 habitants.

## Demografia

### Població
El 2007 la població de fet de Nesle-Normandeuse era de 590 persones. Hi havia 252 famílies de les quals 64 eren unipersonals (16 homes vivint sols i 48 dones vivint soles), 88 parelles sense fills, 80 parelles amb fills i 20 famílies monoparentals amb fills.
La població ha evolucionat segons el següent gràfic:
Habitants censats

### Habitatges
El 2007 hi havia 273 habitatges, 249 eren l'habitatge principal de la família, 11 eren segones residències i 12 estaven desocupats. 264 eren cases i 8 eren apartaments. Dels 249 habitatges principals, 144 estaven ocupats pels seus propietaris, 102 estaven llogats i ocupats pels llogaters i 4 estaven cedits a títol gratuït; 1 tenia una cambra, 22 en tenien dues, 66 en tenien tres, 89 en tenien quatre i 72 en tenien cinc o més. 192 habitatges disposaven pel capbaix d'una plaça de pàrquing. A 110 habitatges hi havia un automòbil i a 90 n'hi havia dos o més.

### Piràmide de població
La piràmide de població per edats i sexe el 2009 era:
| Homes | Edats   | Dones |
| ----- | ------- | ----- |
| 0     | 95 o +  | 1     |
| 1     | 90 a 94 | 2     |
| 5     | 85 a 89 | 4     |
| 7     | 80 a 84 | 9     |
| 4     | 75 a 79 | 10    |
| 6     | 70 a 74 | 8     |
| 12    | 65 a 69 | 14    |
| 17    | 60 a 64 | 20    |
| 18    | 55 a 59 | 14    |
| 25    | 50 a 54 | 24    |
| 16    | 45 a 49 | 18    |
| 17    | 40 a 44 | 22    |
| 22    | 35 a 39 | 17    |
| 35    | 30 a 34 | 30    |
| 24    | 25 a 29 | 17    |
| 16    | 20 a 24 | 11    |
| 15    | 15 a 19 | 14    |
| 20    | 10 a 14 | 12    |
| 19    | 5 a 9   | 23    |
| 16    | 0 a 4   | 13    |

## Economia
El 2007 la població en edat de treballar era de 373 persones, 256 eren actives i 117 eren inactives. De les 256 persones actives 224 estaven ocupades (127 homes i 97 dones) i 32 estaven aturades (15 homes i 17 dones). De les 117 persones inactives 47 estaven jubilades, 21 estaven estudiant i 49 estaven classificades com a «altres inactius».

### Ingressos
El 2009 a Nesle-Normandeuse hi havia 243 unitats fiscals que integraven 588,5 persones, la mediana anual d'ingressos fiscals per persona era de 16.337 €.

### Activitats econòmiques
Dels 21 establiments que hi havia el 2007, 3 eren d'empreses extractives, 4 d'empreses de fabricació d'altres productes industrials, 1 d'una empresa de construcció, 5 d'empreses de comerç i reparació d'automòbils, 2 d'empreses de transport, 3 d'empreses financeres, 1 d'una empresa de serveis i 2 d'entitats de l'administració pública.
Dels 4 establiments de servei als particulars que hi havia el 2009, 2 eren tallers de reparació d'automòbils i de material agrícola, 1 taller d'inspecció tècnica de vehicles i 1 lampisteria.
Dels 2 establiments comercials que hi havia el 2009, 1 era una botiga de més de 120 m² i 1 una joieria.
L'any 2000 a Nesle-Normandeuse hi havia 7 explotacions agrícoles.

## Equipaments sanitaris i escolars
L'únic equipament sanitari que hi havia el 2009 era una ambulància.
El 2009 hi havia una escola elemental.

## Poblacions més properes
El següent diagrama mostra les poblacions més properes.